# Depressive Age
Depressive Age — немецкая прогрессив/трэш-метал-группа.

## История

### Формирование группы
Корни группы лежат в трэш-метал-коллективе Blackout, образовавшемся в 1984 году в Восточном Берлине, на территории бывшей ГДР. Среди участников этой группы был и будущий костяк Depressive Age — гитаристы Йохен Клемп и Тим Шелленберг, а также барабанщик Ян Любицки, который в 1986 году на год угодил за решётку. В 1987 году они записали своё единственное демо Kamikaze из двух песен («Kamikaze» и «Oracle of Death»), дальше этого дело не пошло, и в 1988 группа распалась.
В 1989 году после выхода Любицки из тюрьмы, формируется первый состав новой группы, причём роли в группе меняются: Любицки становится вокалистом, а Шелленберг — басистом. В качестве второго гитариста приходит Инго Григолейт, а барабанщика — Норберт Дрешер
(брат Рудигера Дрешера из германской дэт-метал-группы Ferox, покончившего жизнь самоубийством в 2002 году).

### Записи
В июле 1990 года, уже под названием Depressive Age, группа с помощью Андреаса Герхарда (ранее работавшего с американским прогрессив/трэш-метал-коллективом Watchtower) записывает своё первое демо — Beyond Illusions, благодаря которому на
Depressive Age обратили внимание фирмы грамзаписи.
Вскоре коллектив подписывает контракт с лейблом GUN Records, принадлежащем BMG, который в 1992 году издаёт сначала промо-EP Innocent In Detention, а затем и дебютный альбом Depressive Age First Depression, записанный зимой 1991 года в берлинской Music Lab Studio и наполовину составленный из вещей с первого демо и EP. После выхода дебюта группа отправляется в тур с Mekong Delta и Coroner, а затем с Sodom. Помимо основного состава иногда на концертах с Depressive Age играет Петер Хаберманн, он же автор текстов некоторых песен группы.
В следующие два года у группы выходят ещё два альбома — Lying In Wait и Symbols for the Blue Times, демонстрирующие постепенный отход от трэш-метала в сторону прогрессива и мелодизма. В августе 1995 года Depressive Age выступают на фестивале Wacken Open Air, и в то же время второй гитарист Инго Григолейт уходит из группы, предпочтя карьеру киноактёра.

### Смена названия и распад
В 1996 году выходит альбом Electric Scum, спродюсированный Робертом Прентом (Def Leppard) и явившийся для группы наиболее экспериментальным в плане микширования самых разных стилей и направлений. За кардинальным изменением музыки последовало и изменение названия — с момента выхода в 1997 году макси-сингла Small Town Boy (кавер-версия песни британской синти-поп-группы Bronski Beat) с несколькими акустическими версиями песен с последнего альбома группа переименовывается в D-Age. Первый шаг под новым названием оказался удачным — сингл попал в первую десятку немецкого чарта альтернативной музыки. Однако группа не стала продолжать совместную деятельность.
В 1999 году выходит сборник лучших песен From Depressive Age to D-Age, а в апреле 2001 года официально заявляется о роспуске группы. В середине 2000-х Любицки на короткое время возродил D-Age с другими музыкантами, а в 2005 на официальном сайте был выложен промоальбом New Bomb Energy из семи новых демозаписей. Полноценный альбом однако так и не вышел, и группа снова исчезла со сцены. Фронтмен Ян Любицки там же в Берлине сформировал новый коллектив Jan Dorn, а барабанщик Норберт Дрешер (ныне известный как просто Норри) с 2000 года выступает с Corvus Corax и Tanzwut. Tanzwut же Норри покидает в 2010 году, а в составе Corvus Corax состоит по сей день.
25 апреля 2014 года в Берлине в клубе TheARTer Galerie состоялся памятный акустический концерт с участием Яна Любицки, исполнялись песни с разных альбомов старых Depressive Age.

## Состав
- Ян Любицки — вокал
- Йохен Клемп — гитара
- Тим Шелленберг — бас
- Норберт Дрешер — барабаны

### Бывшие участники
- Инго Григолейт — гитара (1990—1995)

## Дискография
- Beyond Illusions (демо, 1990)
- Innocent In Detention (промодиск, 1992)
- First Depression (1992)
- Lying In Wait (1993)
- Symbols for the Blue Times (1994)
- Electric Scum (1996)
- Small Town Boy (макси-сингл)
- From Depressive Age To D-Age (сборник, 1999)
- New Bomb Energy (демо, 2005)